# Junghuhnia
Junghuhnia is een geslacht van schimmels behorend tot de familie Steccherinaceae. De typesoort is Junghuhnia crustacea.

## Kenmerken
Corticoïde paddenstoelen met eenjarige of meerjarige, zich verspreidende of spreidende gebogen vruchtlichamen. De hymenofoor is buisvormig, variabel van kleur en heeft kleine, ronde tot onregelmatige poriën. Dimitisch hyfensysteem met overwegend dikwandige skelethyfen. Generatieve hyfen zijn dunwandig, hyaliene, met randen. Er zijn skeletonocystidia met een ingelegd apicaal deel, ontstaan in de trama en uitsteken boven de hymeniumlaag. Basidia zijn 4-sporig met een basale gesp. Basidiosporen zijn cilindrisch of ellipsvormig, glad, dunwandig, hyaline, niet-amyloïde. Saprotrofe schimmels komen voor op dood hout van naald- en loofbomen en veroorzaken witrot.
Junghuhnia is zeer nauw verwant aan Steccherinum, heeft dezelfde microscopische structuren en onderscheidt zich alleen door zijn buisvormige hymenofoor. Sommige mycologen (Miettinen en Ryvarden 2016, Westphalen et al. 2018) beschouwen Junghuhnia als een synoniem van Steccherinum.

## Soorten
Volgens Index Fungorum telt het geslacht 32 soorten (peildatum februari 2024):
| Soortnaam                              | Auteur(s)                         | Publicatiejaar |
| -------------------------------------- | --------------------------------- | -------------- |
| Junghuhnia africana                    | Ipulet & Ryvarden                 | 2005           |
| Junghuhnia austrosinensis              | F. Wu, P. Du & X.M. Tian          | 2020           |
| Junghuhnia chlamydospora               | Ryvarden                          | 2007           |
| Junghuhnia collabens                   | (Fr.) Ryvarden                    | 1972           |
| Junghuhnia complicata                  | Blumenf. & J.E. Wright            | 1984           |
| Junghuhnia conchiformis                | X.L. Zeng & Ryvarden              | 1992           |
| Junghuhnia confusa                     | Henkel & Ryvarden                 | 2020           |
| Junghuhnia cremea                      | Ryvarden                          | 2019           |
| Junghuhnia crustacea                   | (Jungh.) Ryvarden                 | 1972           |
| Junghuhnia flabellata                  | H.S. Yuan & Y.C. Dai              | 2012           |
| Junghuhnia glabricystidia              | Ipulet & Ryvarden                 | 2005           |
| Junghuhnia globospora                  | Iturr. & Ryvarden                 | 2010           |
| Junghuhnia kotlabae                    | Pouzar                            | 2003           |
| Junghuhnia mininitida                  | Ryvarden                          | 2020           |
| Junghuhnia minor                       | H.S. Yuan                         | 2011           |
| Junghuhnia multicystidiata             | Ryvarden                          | 2020           |
| Junghuhnia nandinae                    | F. Wu, P. Du & X.M. Tian          | 2020           |
| Junghuhnia neotropica                  | I. Lindblad & Ryvarden            | 1999           |
| Junghuhnia nitida (Zalmkleurige poria) | (Pers.) Ryvarden                  | 1972           |
| Junghuhnia ochracea                    | Ryvarden                          | 2019           |
| Junghuhnia pseudocrustacea             | H.S. Yuan                         | 2018           |
| Junghuhnia pseudominuta                | H.S. Yuan & Y.C. Dai              | 2008           |
| Junghuhnia pseudozilingiana            | (Parmasto) Ryvarden               | 1972           |
| Junghuhnia rhizomorpha                 | H.S. Yuan & Y.C. Dai              | 2008           |
| Junghuhnia schizoporoides              | Ryvarden                          | 2018           |
| Junghuhnia sobria                      | (Berk. & M.A. Curtis) Ryvarden    | 2015           |
| Junghuhnia subfimbriata                | (Romell) Ginns                    | 1984           |
| Junghuhnia subundata                   | (Murrill) Ryvarden                | 2014           |
| Junghuhnia taiwaniana                  | H.S. Yuan, Sheng H. Wu & Y.C. Dai | 2012           |
| Junghuhnia tropica                     | H.S. Yuan, Sheng H. Wu & Y.C. Dai | 2012           |
| Junghuhnia vitellina                   | Spirin                            | 2005           |
| Junghuhnia zonata                      | (Bres.) Ryvarden                  | 1972           |